# Seusovo blago
Seusovo blago poznata je zbirka najljepšeg srebrnog posuđa (14 komada i jedan brončani kotao) Rimskog Carstva iz razdoblja kasne antike. Ovo je blago iskopano je u okolici Barbarige na poluotoku Istri. Zaplijenjeno je u Švicarskoj 1981. godine.
To je blago ilegalno izneseno iz Hrvatske. Počinitelj nikad nije otkriven, a upućeni su potiho nagađali da su u to upletene osobe koje su obnašale visoke jugoslavenske državne, vojne i diplomatske dužnosti te djecu tih dužnosnika, koja su sudjelovala u iznošenju Seusova blaga iz Hrvatske.
Afera je dosegla svjetske razmjere, a o njoj se govorilo i u Britanskom parlamentu. Pravo na nj polagale su Hrvatska, Libanon (tvrdili su da je iz Tira i Sidona) i Mađarska. Njujorški je prizivni sud studenoga 1993. odbio njihova potraživanja te "nije našao razlog" da se blago makne iz trusta markiza Northamptona.
Pitanje mjesta, arheološkog surječja i provenijencije nalaza tako nisu ostala riješena. Na postojanje ovog blaga pozornost je skrenula prodaja jednog komada iz ove zbirke 1980. kad su dvojica preprodavatelja iz Beča ponudili na prodaju u London. Ostali su komadi došli do tržišta, a vjeruje se da je cijelu zbirku otkupio Spencer Compton, 7. markiz od Northamptona.

## Izgled posuđa
Ovo posuđe ima osobine kao drugo posuđe iz doba Rimskog Carstva:  majstori koji su izradili i ukrasili ovo srebrno posuđe, nisu potpisali svoja djela, nego su u njih ponekad urezali imena naručitelja tj. vlasnika, kao što je bio slučaj kod ovog blaga.
Masom i brojnošću ga je nadmašilo Akvilino srebro, no umjetničkom kvalitetom Seusovo je blago daleko ispred vinkovačkog nalaza.

## Vanjske poveznice
- U Istri još žive svjedoci nestanka Seusova blaga
- U aferu oko Seusova blaga upleteni "hadezaovci iz JNA"
- Seusovo blago kupila Mađarska  Arhivirana inačica izvorne stranice od 28. ožujka 2014. (Wayback Machine)
- Kristina Džin: "Sve se svelo na to da je Mađarska skupila novac, a mi nismo"  Arhivirana inačica izvorne stranice od 31. ožujka 2014. (Wayback Machine)
- Shame still hangs over the Sevso hoard (engl.)  Arhivirana inačica izvorne stranice od 2. svibnja 2014. (Wayback Machine)